# Rachel Lambert Mellon
Rachel Lowe Lambert Lloyd Mellon (* 9. August 1910 in Princeton, New Jersey; † 17. März 2014 in Upperville, Virginia), auch bekannt als Bunny Mellon, war eine US-amerikanische Philanthropin, Kunstsammlerin und Landschaftsarchitektin.

## Biografie
Rachel Lowe Lambert, die von ihrer Mutter den Spitznamen Bunny erhielt, war das älteste Kind von Gerard Barnes Lambert und seiner Frau Rachel Parkhill Lambert geborene Lowe. Gerard Barnes Lambert war der Präsident der Gillette Safety Razor Company und einer der Gründer des Pharmaunternehmens Warner-Lambert. Rachels Großvater väterlicherseits war der Chemiker Jordan Lambert, einer der Entwickler des Mundwassers Listerine, das später von ihrem Vater vermarktet wurde.
Rachel heiratete 1932 Stacy Barcroft Lloyd Jr. Sie hatten zwei Kinder, Stacy Barcroft Lloyd III und Eliza Winn Lloyd. 1948 wurde die Ehe geschieden. Im gleichen Jahr heiratete sie den Bankerben und Kunstsammler Paul Mellon, dessen erste Frau 1946 gestorben war. Mellon brachte zwei Kinder mit in die Ehe, Timothy and Catherine.
Rachel und Paul Mellon sammelten über 1000 Kunstwerke, hauptsächlich europäische Gemälde des 18. und 19. Jahrhunderts, die sie größtenteils der National Gallery of Art und dem von Paul gegründeten Yale Center for British Art überließen. Daneben züchtete das Paar Rennpferde.

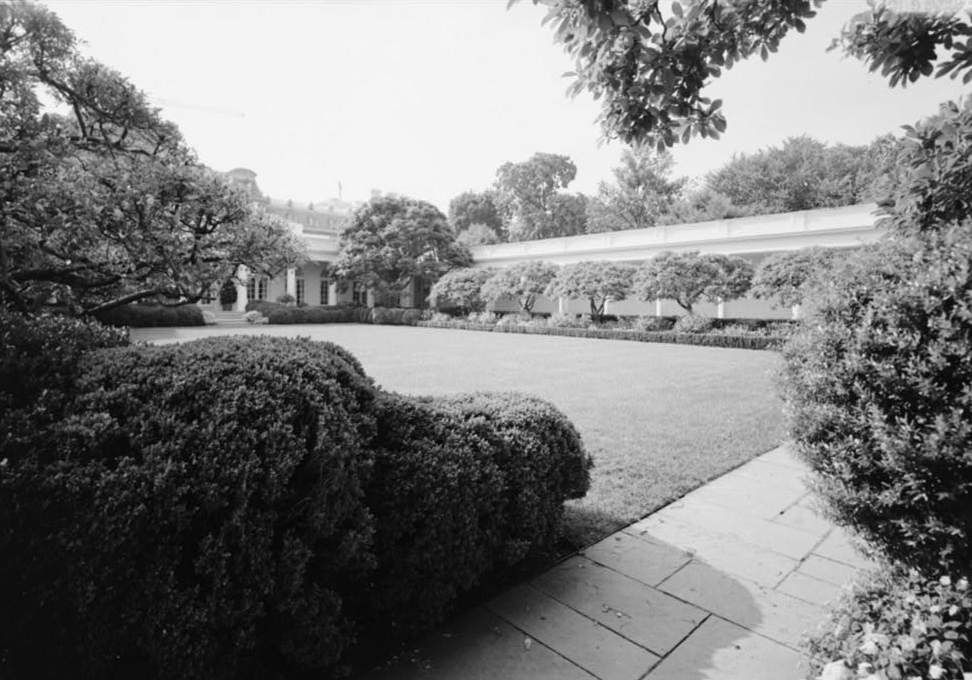
Rosengarten des Weißen Hauses

Rachel Lambert Mellon legte eine bedeutende Sammlung von Büchern zur Landschaftsgestaltung an. Sie galt als Expertin im Bereich der Landschaftsarchitektur, obwohl sie keine formale Ausbildung vorzuweisen hatte. Sie gestaltete Gärten der familieneigenen Güter, darunter der Familiensitz Oak Spring Farms in Upperville (Virginia). Auf Bitten des befreundeten Präsidenten John F. Kennedy begann sie 1961, den Rosengarten des Weißen Hauses umzugestalten. Die Arbeit wurde erst nach Kennedys Ermordung vollendet. Rachel Mellon arbeitete danach unter anderem für Jackie Kennedy, die American Horticultural Society und Hubert de Givenchy. Ihr gärtnerisches Wirken würdigte die Royal Horticultural Society durch die Verleihung der Veitch Memorial Medal im Jahr 1987.
Paul Mellon starb 1999 im Alter von 91 Jahren. 2000 wurde Rachels Tochter Eliza in Manhattan von einem Lastwagen angefahren. Vollständig gelähmt starb sie 2008 an den Folgen des Unfalls. 2008 unterstützte Rachel Lambert Mellon den demokratischen Bewerber für die Präsidentschaftskandidatur John Edwards.
Rachel Lowe Lambert Lloyd Mellon starb am 17. März 2014 zu Hause im Alter von 103 Jahren.